# 2766 Leeuwenhoek
2766 Leeuwenhoek (1982 FE1) là một tiểu hành tinh vành đai chính được phát hiện ngày 23 tháng 3 năm 1982 bởi Z. Vavrova ở Klet.